# Hillsborough (California)
Hillsborough è una città degli Stati Uniti d'America situata nella Contea di San Mateo, nello Stato della California.